# استیو دارکیس
 استیو دارکیس (انگلیسی: Steve Darcis؛ زادهٔ ۱۳ مارس ۱۹۸۴) یک تنیس‌باز اهل بلژیک است.